# Compaq Contura Aero
 (mai 2021).
Le Compaq Contura Aero est une ligne d'ordinateurs portables produits par la société informatique Compaq. Le nom "Aero" a été utilisé pour la première fois pour de petits ordinateurs sub-notebooks que Compaq a produits au milieu des années 90 (1994), le Contura Aero 4/25 et 4/33C.

## Sub-notebooks précoces
Le Compaq Contura Aero 4/25 et 4/33C sont les ordinateurs sub-notebooks les plus précoces. Ils ont été les précurseurs de l'explosion des netbooks, popularisés en 2008 par les Asus Eee PC. 
Ils ont été lancés en 1994 et exécutaient originellement MS-DOS et Windows 3.1. Ils sont aussi capables de tourner sous Windows 95 après son lancement en 1995. Ils font partie de la ligne d'ordinateurs Compaq Contura mais sont plus petits. 

### Configuration du modèle 4/25
- Intel i486SX à 25Mhz
- Écran monochrome VGA
- Carte vidéo VGA standard (640×480, 16 couleurs)
- Disque dur de 84Mo ou 170Mo
- 1 slot PCMCIA Type I/II
- Port Parallèle, série et propriétaire
- 4 Mo de RAM extensible à 20Mo (extensions de 4Mo, 8Mo ou 16Mo)
- Dimensions de 3.8 × 26 × 19 cm

### Configuration du modèle 4/33c
- Intel i486SX à 33Mhz
- Écran couleur Matrix passif

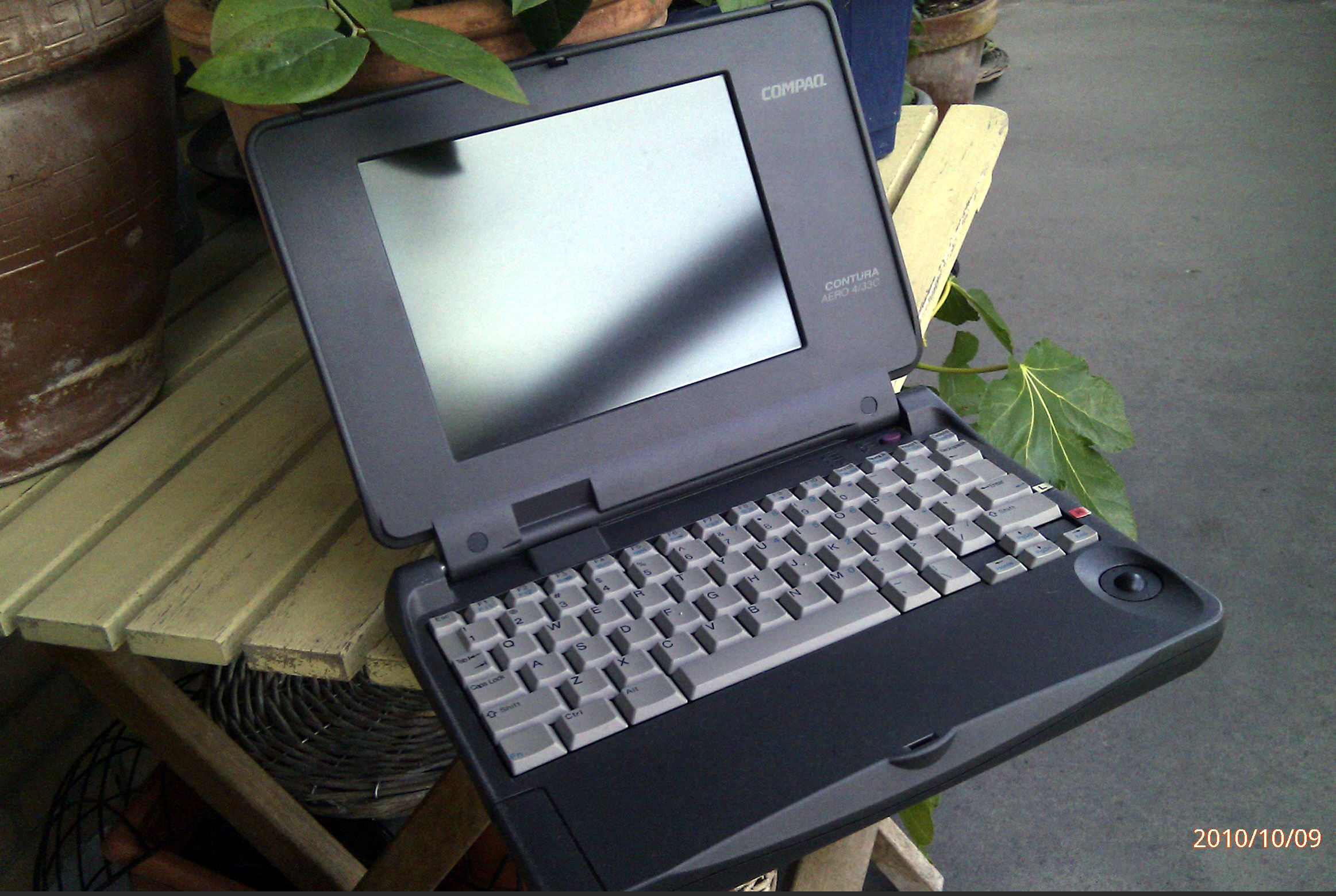
Aero 4/33C

- Carte vidéo VGA standard (640×480, 16 couleurs)
- Disque dur de 170Mo ou 250Mo
- 1 slot PCMCIA Type I/II
- Port Parallèle, série et propriétaire
- 4 Mo de RAM extensible à 20Mo (extensions de 4Mo, 8Mo ou 16Mo)
- Dimensions de 4.3 × 26 × 19 cm